# MCNPX
MCNPX란 Monte Carlo N-Particle Extended의 약자이다. 이 프로그램은 미국 핵무기 연구소인 로스알라모스 연구소에서 개발되어 서방 대학과 연구소에 배포되었다.

## 북한
2011년 8월 24일 독일 일간지 쥐트도이체차이퉁 북한이 2011년 초 이란에 MCNPX 2.6.0을 넘겼다고 보도했다. 3개월 넘게 소프트웨어 사용법을 교육했으며, 1억 달러 이상을 받았다고 알려졌다.

## 같이 보기
- 북한 핵 문제